# Peter Hansen
Peter Adolf Caesar Hansen (30. listopadu 1896 – 23. května 1967) byl veterán první světové války a důstojník Waffen-SS v hodnosti SS-Brigadeführer und Generalmajor der Waffen-SS za druhé světové války. Všeobecně je považován za zakladatele polního dělostřelectva Waffen-SS.

## Mládí a první světová válka
Narodil se 30. listopadu roku 1896 v chilském Santiagu jako syn ředitele muniční továrny. Poté, co jeho otec zemřel v roce 1901, tak se zbytek Hansenovi rodiny vrátil do Německa, kde dokončil své vzdělání v Drážďanech, zde maturoval v roce 1914.
Poté, co dokončil střední školu, vstoupil 1. září 1914 do německé armády a byl přiřazen ke 48. saskému pluku polního dělostřelectva (Königlich Sachsens Feld-Artillerie Regiment Nr. 48), u kterého zůstává až do konce 1. světové války. U této jednotky byl v létě roku 1916 povýšen do hodnosti Leutnant (poručík) a byl jmenován velitelem dělostřelecké baterie.
S plukem se zúčastnil mnoha bojových akcí ve Francii a posléze i v Rusku. U své jednotky působil později také jako zpravodajský důstojník a pobočník velitele praporu. Ke konci války byl těžce raněn a během léčení je nakažen břišním tyfem, ze kterého se nakonec vyléčil.
Během války získal několik vyznamenání včetně obou dvou tříd pruského železného kříže a dělostřelectvo se mu tak stalo osudným v jeho vojenské kariéře.

## Poválečné období první světové války
Po skončení první světové války se mu vyhnulo propuštění z armády, které přišlo s nucenou demobilizací a později sloužil u oblastního velení „Sever“ jako náčelník operací pro vojenskou přepravu. Mezi roky 1919 a 1920 byla německá armáda zreorganizována a přetvořena na Reichswehr, s čímž byl současně povýšen do hodnosti Oberleutnant (nadporučík) a odvelen do štábu pozdějšího generálplukovníka Wehrmachtu, majora Wernera von Fritsche, který tehdy sloužil jako poradce na ministerstvu obrany. Zde zastával nejprve funkci zpravodajského důstojníka a později pobočníka pro štábního důstojníka horských jednotek.
Dále zde sloužil jako pobočník proviantního důstojníka a nedlouho na to byl jmenován styčným důstojníkem u kontrolní komise, která měla na starosti kontrolu jednotek v rámci Baltských států. Z této funkce byl poté odvelen k saskému ministerstvu války, kde sloužil jako pobočník.
Za nedlouho na to však odešel z armády a začal se živit jako tkadlec a přadlák. Stává se tak soběstačným podnikatelem a postupně si otevírá vlastní dílny v Görlitzu, Výmaru a Erfurtu.

## Počátky u SS a druhá světová válka
V dubnu roku 1933 se rozhodl vstoupit do NSDAP a zároveň s tím i do SS, kde byl přiřazen ke vrchnímu úseku SS "Střed" (SS-Oberabschnitt Mitte). Zde jeho kariéra stoupala a již v lednu roku 1935 byl povýšen do hodnosti SS-Untersturmführer (poručík).
Avšak 15. srpna téhož roku z SS vystoupil a vrátil se zpět do armády, kde mu byla udělena hodnost Hauptmann (kapitán) a byl jmenován velitelem dělostřelecké baterie v sasko-anhaltském Naumburgu a poté i v Míšni a Lipsku.
V Lipsku nakonec zůstal a v roce 1937 byl převelen ke tamějšímu 50. dělostřeleckému pluku (Artillerie-Regiment Nr. 50), kde se stal velitelem jejího těžkého dělostřeleckého oddílu. K 1. lednu byl povýšen do hodnosti majora byl jmenován velitelem II. praporu téhož pluku.
Dne 1. června téhož roku však ale armádu opustil a vstoupil zpět k SS v hodnosti SS-Obersturmbannführera (podplukovník). Zde byl zařazen k nově vznikajícím SS-Verfügungstruppe, kde velel nově vzniklému dělostřeleckému pluku SS, se kterým se v září téhož roku účastní útoku na Polsko.
Velel pluku, který se později stal součástí 2. tankové divize SS „Das Reich“ až do 14. srpna roku 1941, kdy jej ve velení nahradil SS-Standartenführer Dr. Günther Merk. Hansen byl již v hodnosti SS-Oberführer (starší plukovník SS) odvelen na SS-Führungshauptamt, kde měl na starosti úřadovnu zabývající se poddůstojníky a mužstvem.
Poté se stal inspektorem polního dělostřelectva Waffen-SS a vedoucím důstojnického výcviku a to až do 25. února roku 1943. Během této doby byl povýšen 30. ledna roku 1942 do hodnosti SS-Brigadeführer und Generalmajor der Waffen-SS.
Dne 25. února 1943 byl odvelen zpět na východní frontu, kde byl pověřen zformováním lotyšské dobrovolnické legie SS (Lettische SS-Freiwilligen Legion), která byla zanedlouho povýšena na 15. lotyšskou granátnickou divizi SS a on se stal jejím prvním velitelem. Ve velení však zůstal pouze do začátku května roku 1943, kdy jej vystřídal SS-Gruppenführer Carl Graf von Pückler-Burghauss.
Poté byl odvelen zpět na SS-Führungshauptamt, kde velel důstojnickému výcviku pouze do začátku srpna 1943, kdy byl odvelen ke IV. tankovému sboru SS pod velením SS-Obergruppenführera Alfreda Wünnenberga, kde sloužil jako velitel dělostřelectva sboru. U IV. tankového sboru SS zůstal krátce pouze do září téhož roku, kdy byl kvůli onemocnění odvelen. Od října do prosince byl hospitalizován ve vojenské nemocnici.
Po svém zotavení v prosinci byl odvelen do Itálie, kde byl jmenován velitelem Milizia Armata Polizei, která byla později přeměněna na 29. italskou gránátnickou divizi SS. Z jejího velení odešel ke konci ledna roku 1944, kdy ho nahradil ve velení SS-Brigadeführer Gustav Lombard.
Jeho novou velitelskou funkcí se stal velitel dělostřelectva sboru u VII. tankového sboru SS pod velením SS-Obergruppenführera Matthiase Kleinheisterkampa. Zde zůstal až do poloviny května téhož roku, kdy jej ve velení dělostřelectva sboru vystřídal SS-Brigadeführer Kurt Brasack.
Po vystřídání v květnu byl na krátký čas přesunut do zálohy Waffen-SS než byl 10. července 1944 jmenován opět velitelem dělostřelectva a to tentokrát u III. tankového sboru SS pod velením SS-Obergruppenführera Felixe Steinera. V listopadu byl ale opět převelen a to tentokrát ke I. tankovému sboru SS pod velením SS-Obergruppenführera Hermann Priesse. Zde nahradil jiného zkušeného velitele dělostřelectva u Waffen-SS a to SS-Brigadeführera Waltera Staudingera, který byl převelen na funkci velitele dělostřelectva ke 6. tankové armádě SS.
Jeho poslední funkcí byl náčelník štábu u XVIII. armádního sboru SS pod velením SS-Obergruppenführera Georga Kepplera. V této funkci zůstal až téměř do konce dubna roku 1945, kdy opět onemocněl a v jeho funkci jej nahradil armádní podplukovník Kurt Gerber.

## Život po válce
V květnu 1945 byl zajat francouzskými jednotkami a umístěn ve vojenské nemocnici na léčení. Po svém zotavení se vrátil do oblasti Dolního Rýna, kde žil ve Viersenu. Po válce se snažil být v kontaktu s lotyšskými vojáky, kteří sloužili pod jeho velením na východní frontě. U lotyšských vojáků byl velice oblíbený, protože nepatřil mezi politicky naočkované důstojníky a uměl vyslechnout přání lotyšských vojáků a pochopil, že bez dobrého výcviku budou snadným cílem pro nepřátelské jednotky, čímž jim zajistil kvalitní výcvik i vybavení. Jeho slabé politické cítění mu tehdy bylo několikrát vyčteno samotným říšským vůdcem SS Heinrichem Himmlerem.
Zemřel dne 23. května roku 1967 ve věku 71 let v Viersenu v oblasti Dolního Rýna.

## Shrnutí vojenské kariéry

### Data povýšení
- Fahnenjunker - 1. září, 1914
- Fahnenjunker-Unteroffizier - leden, 1915
- Fähnrich - 1915
- Leutnant - 1916
- Oberleutnant - 1920
- SS-Anwärter - 18. leden, 1934
- SS-Scharführer - 24. únor, 1934
- SS-Oberscharführer - 20. duben, 1934
- SS-Obertruppführer - 10. červenec, 1934
- SS-Untersturmführer - 30. leden, 1935
- Hauptmann - 15. srpen, 1935
- Major - 1. leden, 1939
- SS-Obersturmbannführer - 1. červen, 1939
- SS-Standartenführer - 19. říjen, 1939
- SS-Oberführer - 13. prosinec, 1940
- SS-Brigadeführer und Generalmajor der Waffen-SS - 30. leden, 1942

### Významná vyznamenání
- Finský řád kříže Svobody I. třídy s meči - 29. září, 1942
- Pruský železný kříž I. třídy - (první světová válka)
- Pruský železný kříž II. třídy - (první světová válka)
- Spona k pruskému železnému kříži I. třídy - 1939
- Spona k pruskému železnému kříži II. třídy - 1939
- Rakouský řád za zásluhy s meči - (první světová válka)
- Sasko-Výmarský řád za zásluhy s meči - (první světová válka)
- Útočný odznak pěchoty ve stříbře
- Odznak za zranění v černém - (první světová válka)
- Válečný záslužný kříž I. třídy s meči - 9. listopad, 1944
- Válečný záslužný kříž II. třídy s meči
- Sudetská pamětní medaile se sponou Pražský hrad
- Kříž cti
- Německý jezdecký odznak ve stříbře
- Čestný rukávový prýmek NSDAP
- Civilní odznak SS (č. 15 235)
- Čestná dýka Reichsführera SS
- Totenkopfring
- Služební vyznamenání Wehrmachtu III. a IV. třídy